# Pilpaküla (Peipsiääre)
Pilpaküla is een plaats in de Estlandse gemeente Peipsiääre, provincie Tartumaa. De plaats heeft de status van dorp (Estisch: küla) en telt 45 inwoners (2021).
Tot in oktober 2017 hoorde Pilpaküla bij de gemeente Vara. In die maand werd Vara bij de gemeente Peipsiääre gevoegd.
Langs de oostgrens van het dorp loopt de rivier Kääpa. Het stroomgebied van de rivier ligt in het natuurreservaat Välgi looduskaitseala (7,6 km²).

## Geschiedenis
Pilpaküla werd voor het eerst genoemd in 1945 als Pilpa. Het dorp was een samenvoeging van een groepje boerderijen. Bovendien was het grondgebied van twee voormalige dorpen, Helmiku en Kongimetsa, in het nieuwe dorp opgenomen. In 1977 kreeg het dorp zijn huidige naam, Pilpaküla.